# .fi
A .fi Finnország internetes legfelső szintű tartomány kódja, melyet 1986-ban hoztak létre.